# Bouillac (Dordonha)
Bouillac é uma comuna francesa na região administrativa da Nova Aquitânia, no departamento Dordonha. Estende-se por uma área de 12,67 km². Em 2010 a comuna tinha 124 habitantes (densidade: 9,8 hab./km²).